# جورج ماتياس فون مارتنز
جورج ماتياس فون مارتنز (بالألمانية: Georg von Martens)‏ هو عالم نبات ألماني، ولد في 12 يونيو 1788 في البندقية في إيطاليا، وتوفي في 24 فبراير 1872 في شتوتغارت في ألمانيا.